# Geitøyna
Ne doit pas être confondu avec Geitøyna (Øygarden).
Geitøyna ou Geitøyni est une île dans le landskap Sunnhordland du comté de Vestland. Elle appartient administrativement à Lindås.

## Géographie
Rocheuse et désertique, à fleur d'eau, elle s'étend sur environ 104 m de longueur pour une largeur approximative de 52 m. Elle compte quelques constructions de nos jours abandonnées. 